# Acacia catenulata
Acacia catenulata är en ärtväxtart som beskrevs av Cyril Tenison White. Acacia catenulata ingår i släktet akacior, och familjen ärtväxter. Inga underarter finns listade i Catalogue of Life.